# Auriat
Auriat település Franciaországban, Creuse megyében. Lakosainak száma 116 fő (2022. január 1.). Auriat Saint-Moreil, Saint-Priest-Palus, Champnétery, Cheissoux, Moissannes és Sauviat-sur-Vige községekkel határos.

## Népesség
A település népességének változása:
| Lakosok száma | 241  | 180  | 144  | 122  | 114  | 110  | 111  | 109  | 109  | 116  |
|               | 1968 | 1982 | 1990 | 2006 | 2013 | 2015 | 2017 | 2019 | 2020 | 2022 |